# Просторівська сільська рада (Білокуракинський район)
Просторівська сільська рада — сільська рада у Білокуракинському районі Луганської області з адміністративним центром у селі Просторе. Населення становить 1234 осіб. Щільність населення — 10,2 осіб/км².

## Населені пункти
Сільській раді підпорядковані населені пункти:
- с. Просторе
- с. Картамишеве
- с. Маньківка
- с. Плахо-Петрівка
- с. Світленьке

## Загальні відомості
Історична дата утворення: в 1972 році.
Сільська рада межує (з півночі за годинниковою стрілкою) з Солідарненською, Курячівською, Дем'янівською сільськими радами Білокуракинського району, Маньківською сільською радою Сватівського району, Новочервоненською, Тарасівською, Тимонівською сільськими радами Троїцького району. Територія сільської ради становить 121,13 км², периметр — 66,553 км.
Територією сільської ради тече річка Нагольна, споруджено ставки. На території сільради створено ентомологічний заказник Роздольнянські ставки.

## Склад
Загальний склад ради: 16 депутатів. Партійний склад: Партія регіонів — 10 (62,5%), самовисування — 3 (18,8%), Народна партія — 2 (12,5%), Сильна Україна — 1 (%). Голова сільради — Костюченко Леонід Миколайович, секретар — Безрукова Наталя Генадіївна.
| Просторівська сільська рада | Просторівська сільська рада     | Просторівська сільська рада | Просторівська сільська рада |
| № зп                        | Прізвище, ім'я, по батькові     | Дата визнання обраним       | Відомості про обраного депутата                                                                                                  |
| Народна партія              | Народна партія                  | Народна партія              | Народна партія |
| --------------------------- | ------------------------------- | --------------------------- | --- |
| 1                           | Костюченко Василь Вікторович    | 1 листопада 2010            | Освіта вища, член Народної партії, голова фермерського господарства «Вікторія-К».                                                |
| 2                           | Костюченко Іван Вікторович      | 1 листопада 2010            | Освіта вища, член Народної партії, агроном фермерського господарства «Вікторія-К»,.                                              |
| Партія регіонів             |                                 |                             | |
| 1                           | Чижевський Володимир Васильович | 1 листопада 2010            | Освіта вища, член Партії регіонів, вчитель Просторівської загальноосвітньої школи.                                               |
| 2                           | Майборода Юлія Миколаївна       | 1 листопада 2010            | Освіта вища, позапартійна, Просторівська загальноосвітня школа, вчитель.                                                         |
| 3                           | Васільєва Ірина Володимирівна   | 1 листопада 2010            | Освіта вища, член Партії регіонів, Просторівський фельдшерсько-акушерський пункт, завідувачка.                                   |
| 4                           | Безрукова Наталія Геннадіївна   | 1 листопада 2010            | Освіта середня спеціальна, член Партії регіонів, Просторівська сільська рада, секретар.                                          |
| 5                           | Кисловський Сергій Васильович   | 1 листопада 2010            | Освіта вища, позапартійний, тимчасово не працює.                                                                                 |
| 6                           | Каракулін Володимир Віталійович | 1 листопада 2010            | Освіта вища, член Партії регіонів, приватний підприємець.                                                                        |
| 7                           | Капуста Любов Володимирівна     | 1 листопада 2010            | Освіта вища, член Партії регіонів, ДП АПК «УкрАгроСтар», контролер водопостачання.                                               |
| 8                           | Азаренко Лідія Іванівна         | 1 листопада 2010            | Освіта середня спеціальна, член Партії регіонів, тимчасово не працює.                                                            |
| 9                           | Капуста Тетяна Миколаївна       | 1 листопада 2010            | Освіта середня спеціальна, член Партії регіонів, Плахо-Петрівський сільський клуб, завідувачка.                                  |
| 10                          | Верецун Надія Василівна         | 1 листопада 2010            | Освіта вища, член Партії регіонів, СТОВ «Ранок», заступник директора.                                                            |
| Сильна Україна              |                                 |                             | |
| 1                           | Козлова Галина Михайлівна       | 1 листопада 2010            | Освіта середня спеціальна, член Політичної партії «Сильна Україна», Білокуракинський територіальний центр, соціальний працівник. |
| Самовисування               |                                 |                             | |
| 1                           | Мінчук Ольга Григорівна         | 1 листопада 2010            | Освіта середня, позапартійна, Просторівська загальноосвітня школа, технічний працівник.                                          |
| 2                           | Маначинов Олександр Андрійович  | 1 листопада 2010            | Освіта середня, член Соціал-демократичної партії України, тимчасово не працює.                                                   |
| 3                           | Стешенко Євген Дмитрович        | 1 листопада 2010            | Освіта вища, позапартійний, тимчасово не працює.                                                                                 |

### Керівний склад ради
| ПІБ                           | Основні відомості                                                                                  | Дата обрання | Дата звільнення |
| ----------------------------- | -------------------------------------------------------------------------------------------------- | ------------ | --------------- |
| Скоба Іван Андрійович         | Сільський голова, 1965 року народження, освіта, безпартійний                                       | 26.03.2006   | 01.11.2007      |
| Сабіна Любов Андріївна        | Сільський голова, 1956 року народження, освіта, позапартійна                                       | 16.03.2008   | 31.10.2010      |
| Сабіна Любов Андріївна        | Сільський голова, 1956 року народження, освіта вища, член Партії регіонів                          | 31.10.2010   | 27.05.2012      |
| Костюченко Леонід Миколайович | Сільський голова, 1960 року народження, освіта середня загальна, член Комуністичної партії України | 27.05.2012   |                 |

Примітка: таблиця складена за даними джерела

## Економіка
На території сільської ради на землях сільськогосподарського призначення господарюють ДП АПК «УкрАгроСтар» (Васильєв Максим Володимирович); СТОВ Ранок (Лавренко Володимир Григорович); ФГ «Вікторія-К» Костюченка Василя Вікторовича; ФГ «Фотон» Стешенка Євгена Дмитровича; ФГ «Врожай» Болтухова Андрія Володимировича.